# Pan (luna)
Pán (grško Πάν: Pán) je Saturnu najbližji naravni satelit. Spada med Saturnove pastirske satelite.

## Odkritje
Odkril jo je leta 1990 Mark R. Showalter na posnetku, ki ga je naredila sonda Voyager 2 že leta 1981. Najprej je dobila začasno ime S/1981 S 13. (oznaka za nazaj, odkritje so objavili šele leta 1990) . Znana je tudi kot Saturn XVIII. Luna se nahaja v Enckejevi vrzeli v obroču A (zunanji obroč).
Obstoj naravnega satelita v Enckejevi vrzeli so napovedali že leta 1985 Jeffrey N. Cuzzi in Jeffrey D. Scargle , ko je sonda Voyager letela mimo Saturna. Na posnetkih so  opazili valovite motnje v sistemu obročev. Že takrat so Mark R. Showalter in drugi astronomi zračunali kakšno bi lahko bilo telo (velikost in tirnico), ki te motnje povzroča. Pozneje so na posnetkih Voyagerja 2 našli luno na mestu, ki se je samo za 1 º razlikovalo od napovedane.
Ime je dobila po bogu Panu (bog pastirjev in čred) iz grške mitologije leta 1991

## Tirnica
Luna Pan obkroža Saturn na razdalji okoli 133.584 km v 13 urah in 48 minutah. Tirnica leži skoraj v ravnini Saturnovega ekvatorja v obroču A. S svojim težnostnim vplivom je na svoji poti očistila obroč do te mere, da je nastala Enckejeva vrzel.. Predvidevajo, da bi se lahko znotraj obročev nahajalo še več doslej neodkritih lun.